# Willem Kajander
Willem Kajander (7 luglio 1996) è un velocista e giocatore di football americano finlandese che gioca come wide receiver per gli Helsinki Roosters ed è tesserato per l'atletica leggera con il Borgå Akilles.